# فرودگاه جزیره ویگهت/ساندون
فرودگاه جزیره ویگهت/ساندون (به انگلیسی: Isle of Wight/Sandown Airport) یک فرودگاه همگانی است که یک باند فرود چمن دارد و طول باند آن ۸۸۴ متر است. این فرودگاه در کشور انگلستان قرار دارد و در ارتفاع ۱۷ متری از سطح دریا واقع شده‌است.